# Eleccions federals alemanyes de 2021
Les eleccions federals alemanyes es van celebrar el 26 de setembre del 2021 per elegir els membres del 20è Bundestag. El mateix dia hi va haver comicis a l'estat de Berlín i al de Mecklenburg-Pomerània Occidental. La llavors cancellera, Angela Merkel, no es va presentar a les eleccions. És el primer cop d'ençà de la postguerra que el canceller en càrrec (cancellera, en aquest cas) no cerca la reelecció.

## Sistema electoral
Cada papereta té dos vots, un per a un candidat de districte i un segon per a una llista de partit estatal, amb un total de 630 diputats, assignats de manera proporcional als vots, seguint el mètode Sainte-Laguë entre els partits que aconsegueixen almenys el 5 per cent dels vots a nivell nacional o guanyen tres districtes electorals. Els candidats que aconsegueixen la majoria (relativa) en un dels 299 districtes reben els primers diputats i els escons restants de cada partit s'ocupen segons l'ordre de la llista del partit. Els partits que representen grups minoritaris encara estan exempts del llindar del cinc per cent.

## Partits i candidats

### SPD
Els socialdemòcrates presenten Olaf Scholz com a cap de llista en substitució de Martin Schulz, que va ser candidat a les eleccions anteriors.

### CDU
Els democratacristians alemanys presenten Armin Laschet, l'actual president de l'estat de Rin del Nord-Westfàlia, com a successor d'Angela Merkel.

### Die Linke
Die Linke va anunciar Janine Wissler i Dietmar Bartsch com a cocandidats el 2 de maig del 2021. Wissler fou elegida colíder federal del partit juntament amb Susanne Hennig-Wellsow, que va optar per no participar en la candidatura compartida. Bartsch ha ocupat l'escó al grup parlamentari de Die Linke al Bundestag des del 2015 i prèviament havia estat cocandidat a les eleccions federals alemanyes de 2017. Wissler i Bartsch van ser elegits oficialment per l'executiva del partit entre el 8 i el 9 de maig, rebent el 87% dels vots.

### Aliança 90/Els Verds
A causa de l'auge a les enquestes d'opinió a nivell nacional des del 2018, s'esperava que els Verds abandonessin la tradicional candidatura dual en favor d'elegir un únic cap de llista. Es va considerar que els colíders del partit, Annalena Baerbock i Robert Habeck, eren els únics candidats plausibles. El 19 d'abril es va anunciar Baerbock com a candidata a cancellera. Tant Baerbock com Habeck formen part d'una candidatura compartida per a la campanya electoral del partit.

### FDP
El Partit Democràtic Lliure (FDP) va presentar Christian Lindner.

### Alternativa per Alemanya
Alternativa per Alemanya va presentar el tàndem Alice Weidel i Tino Chrupalla.

## Resultats
| Eleccions federals alemanyes de 2021 | Eleccions federals alemanyes de 2021                | Eleccions federals alemanyes de 2021 | Eleccions federals alemanyes de 2021 | Eleccions federals alemanyes de 2021 | Eleccions federals alemanyes de 2021 | Eleccions federals alemanyes de 2021 | Eleccions federals alemanyes de 2021 | Eleccions federals alemanyes de 2021 | Eleccions federals alemanyes de 2021 |
| Partit                               | Partit                                              | Districte electoral                  | Districte electoral                  | Districte electoral                  | Llista de partit                     | Llista de partit                     | Llista de partit                     | Total escons                         | +/–                                  |
| Partit                               | Partit                                              | Vots                                 | %                                    | Escons                               | Vots                                 | %                                    | Escons                               | Total escons                         | +/–                                  |
| ------------------------------------ | --------------------------------------------------- | ------------------------------------ | ------------------------------------ | ------------------------------------ | ------------------------------------ | ------------------------------------ | ------------------------------------ | ------------------------------------ | ------------------------------------ |
|                                      | Partit Socialdemòcrata d'Alemanya (SPD)             | 12,234,690                           | 26.4                                 | 121                                  | 11,955,434                           | 25.7                                 | 85                                   | 206                                  | ▲53                                  |
|                                      | Unió Demòcrata Cristiana d'Alemanya (CDU)           | 10,451,524                           | 22.5                                 | 98                                   | 8,775,471                            | 18.9                                 | 54                                   | 152                                  | ▼48                                  |
|                                      | Aliança 90/Els Verds (GRÜNE)                        | 6,469,081                            | 14.0                                 | 16                                   | 6,852,206                            | 14.8                                 | 102                                  | 118                                  | ▲51                                  |
|                                      | Partit Democràtic Lliure (FDP)                      | 4,042,951                            | 8.7                                  | 0                                    | 5,319,952                            | 11.5                                 | 92                                   | 92                                   | ▲12                                  |
|                                      | Alternativa per Alemanya (AfD)                      | 4,695,611                            | 10.1                                 | 16                                   | 4,803,902                            | 10.3                                 | 67                                   | 83                                   | ▼11                                  |
|                                      | Unió Social Cristiana de Baviera (CSU)              | 2,788,048                            | 6.0                                  | 45                                   | 2,402,827                            | 5.2                                  | 0                                    | 45                                   | ▼1                                   |
|                                      | L'Esquerra (DIE LINKE)                              | 2,307,536                            | 5.0                                  | 3                                    | 2,270,906                            | 4.9                                  | 36                                   | 39                                   | ▼30                                  |
|                                      | Associació de Votants de Schleswig Meridional (SSW) | 35,027                               | 0.1                                  | 0                                    | 55,578                               | 0.1                                  | 1                                    | 1                                    | ▲1                                   |
|                                      |                                                     |                                      |                                      |                                      |                                      |                                      |                                      |                                      |                                      |
|                                      | Electors Lliures                                    | 1,334,739                            | 2.9                                  | 0                                    | 1,127,784                            | 2.4                                  | 0                                    | 0                                    | 0                                    |
|                                      | Partit de la Protecció dels Animals                 | 163,201                              | 0.4                                  | 0                                    | 675,353                              | 1.5                                  | 0                                    | 0                                    | 0                                    |
|                                      | Partit Democràtic de Base d'Alemanya                | 735,451                              | 1.6                                  | 0                                    | 630,153                              | 1.4                                  | 0                                    | 0                                    | nou                                  |
|                                      | Die PARTEI                                          | 543,145                              | 1.2                                  | 0                                    | 461,570                              | 1.0                                  | 0                                    | 0                                    | 0                                    |
|                                      | Equip Todenhöfer                                    | 5,700                                | 0.0                                  | 0                                    | 214,535                              | 0.5                                  | 0                                    | 0                                    | nou                                  |
|                                      | Partit Pirata d'Alemanya                            | 60,839                               | 0.1                                  | 0                                    | 169,923                              | 0.4                                  | 0                                    | 0                                    | 0                                    |
|                                      | Volt Alemanya                                       | 78,339                               | 0.2                                  | 0                                    | 165,474                              | 0.4                                  | 0                                    | 0                                    | nou                                  |
|                                      | Partit Ecològic Democràtic                          | 152,792                              | 0.3                                  | 0                                    | 112,314                              | 0.2                                  | 0                                    | 0                                    | 0                                    |
|                                      | Partit Nacionaldemòcrata d'Alemanya                 | 1,090                                | 0.0                                  | 0                                    | 64,574                               | 0.1                                  | 0                                    | 0                                    | 0                                    |
|                                      | Partit per a la Recerca Biomèdica en Rejoveniment   | 2,842                                | 0.0                                  | 0                                    | 49,349                               | 0.1                                  | 0                                    | 0                                    | 0                                    |
|                                      | Partit dels Humanistes                              | 12,730                               | 0.0                                  | 0                                    | 47,711                               | 0.1                                  | 0                                    | 0                                    | 0                                    |
|                                      | Aliança C - Cristians per a Alemanya                | 6,222                                | 0.0                                  | 0                                    | 39,868                               | 0.1                                  | 0                                    | 0                                    | 0                                    |
|                                      | Partit de Baviera                                   | 36,748                               | 0.1                                  | 0                                    | 32,790                               | 0.1                                  | 0                                    | 0                                    | 0                                    |
|                                      | V-Partei³                                           | 10,644                               | 0.0                                  | 0                                    | 31,884                               | 0.1                                  | 0                                    | 0                                    | 0                                    |
|                                      | Independent... per una democràcia amigable          | 13,421                               | 0.0                                  | 0                                    | 22,736                               | 0.0                                  | 0                                    | 0                                    | nou                                  |
|                                      | Els Grisos                                          | 2,368                                | 0.0                                  | 0                                    | 19,443                               | 0.0                                  | 0                                    | 0                                    | 0                                    |
|                                      | Els Urbans                                          | 1,912                                | 0.0                                  | 0                                    | 17,811                               | 0.0                                  | 0                                    | 0                                    | 0                                    |
|                                      | Partit Marxista-Leninista d'Alemanya                | 22,534                               | 0.0                                  | 0                                    | 17,799                               | 0.0                                  | 0                                    | 0                                    | 0                                    |
|                                      | Partit Comunista Alemany                            | 5,446                                | 0.0                                  | 0                                    | 14,925                               | 0.0                                  | 0                                    | 0                                    | 0                                    |
|                                      | Aliança per a la Protecció dels Animals             | 7,371                                | 0.0                                  | 0                                    | 13,672                               | 0.0                                  | 0                                    | 0                                    | 0                                    |
|                                      | Partit Europeu Amor                                 | 873                                  | 0.0                                  | 0                                    | 12,967                               | 0.0                                  | 0                                    | 0                                    | nou                                  |
|                                      | Reformadors Liberal-Conservadors                    | 10,767                               | 0.0                                  | 0                                    | 11,159                               | 0.0                                  | 0                                    | 0                                    | nou                                  |
|                                      | Lobbistes per als Nens                              | –                                    | –                                    | –                                    | 9,189                                | 0.0                                  | 0                                    | 0                                    | nou                                  |
|                                      | Tercera Via                                         | 515                                  | 0.0                                  | 0                                    | 7,832                                | 0.0                                  | 0                                    | 0                                    | nou                                  |
|                                      | Partit del Jardí                                    | 2,095                                | 0.0                                  | 0                                    | 7,611                                | 0.0                                  | 0                                    | 0                                    | 0                                    |
|                                      | Moviment dels Ciutadans                             | 1,556                                | 0.0                                  | 0                                    | 7,491                                | 0.0                                  | 0                                    | 0                                    | nou                                  |
|                                      | Democràcia en Moviment                              | 2,609                                | 0.0                                  | 0                                    | 7,184                                | 0.0                                  | 0                                    | 0                                    | 0                                    |
|                                      | Món Humà                                            | 656                                  | 0.0                                  | 0                                    | 3,786                                | 0.0                                  | 0                                    | 0                                    | 0                                    |
|                                      | Els Roses/Aliança 21                                | 377                                  | 0.0                                  | 0                                    | 3,488                                | 0.0                                  | 0                                    | 0                                    | nou                                  |
|                                      | Partit del Progrés                                  | –                                    | –                                    | –                                    | 3,228                                | 0.0                                  | 0                                    | 0                                    | nou                                  |
|                                      | Partit per la Igualtat Social                       | –                                    | –                                    | –                                    | 1,417                                | 0.0                                  | 0                                    | 0                                    | 0                                    |
|                                      | Moviment de Drets Ciutadans Solidaritat             | 811                                  | 0.0                                  | 0                                    | 727                                  | 0.0                                  | 0                                    | 0                                    | 0                                    |
|                                      | Llista del Clima de Baden-Württemberg               | 3,967                                | 0.0                                  | 0                                    | –                                    | –                                    | –                                    | 0                                    | nou                                  |
|                                      | Partit de les famílies d'Alemanya                   | 1,817                                | 0.0                                  | 0                                    | –                                    | –                                    | –                                    | 0                                    | 0                                    |
|                                      | A partir d'ara... Democràcia a través de Plebiscit  | 1,086                                | 0.0                                  | 0                                    | –                                    | –                                    | –                                    | 0                                    | nou                                  |
|                                      | Graue Panther                                       | 961                                  | 0.0                                  | 0                                    | –                                    | –                                    | –                                    | 0                                    | nou                                  |
|                                      | Partit de la Llar Turingi                           | 549                                  | 0.0                                  | 0                                    | –                                    | –                                    | –                                    | 0                                    | nou                                  |
|                                      | Els Altres                                          | 256                                  | 0.0                                  | 0                                    | –                                    | –                                    | –                                    | 0                                    | nou                                  |
|                                      | Bergpartei, die "ÜberPartei"                        | 222                                  | 0.0                                  | 0                                    | –                                    | –                                    | –                                    | 0                                    | 0                                    |
|                                      | Independents i grups electorals                     | 110,894                              | 0.2                                  | 0                                    | –                                    | –                                    | –                                    | 0                                    | –                                    |
| Vots vàlids                          | Vots vàlids                                         | 46,362,013                           | 98.9                                 | –                                    | 46,442,023                           | 99.1                                 | –                                    | –                                    | –                                    |
| Vots nuls/en blanc                   | Vots nuls/en blanc                                  | 492,495                              | 1.1                                  | –                                    | 412,485                              | 0.9                                  | –                                    | –                                    | –                                    |
| Total de vots                        | Total de vots                                       | 46,854,508                           | 100                                  | 299                                  | 46,854,508                           | 100                                  | 437                                  | 736                                  | +27                                  |
| Votants registrats/participació      | Votants registrats/participació                     | 61,181,072                           | 76.6                                 | –                                    | 61,181,072                           | 76.6                                 | –                                    | –                                    | –                                    |
| Font: Bundeswahlleiter               |                                                     |                                      |                                      |                                      |                                      |                                      |                                      |                                      |                                      |

L'SPD guanyà les eleccions però sense majoria per formar govern.
Amb el 25,7% dels vots totals, el Partit Socialdemòcrata d'Alemanya (SPD) va registrar el seu millor resultat des del 2005 i es va erigir com el partit més votat per primera vegada des del 2002. El CDU/CSU governant, que havia liderat una gran coalició amb el SPD des del 2013, va registrar el seu pitjor resultat de la història amb un 24,1%, un descens significatiu del 32,9% el 2017. L'Aliança 90/Els Verds va aconseguir el seu millor resultat de la història amb un 14,8%, mentre que el Partit Democràtic Lliure (FDP) va obtenir petits guanys i va acabar en un 11,5%. L'Alternativa per Alemanya (AfD) va caure del tercer al cinquè lloc amb un 10,3%, un descens de 2,3 punts percentuals. L'Esquerra van patir globalment el seu pitjor resultat des de la seva formació oficial el 2007, sense aconseguir superar el llindar electoral del 5% en poc més d'una dècima de punt percentual. Tot i així, el partit tenia dret a una representació proporcional plena, ja que va guanyar tres districtes electorals directes.
Amb les complexes converses de coalició de govern necessàries per a la formació d’un govern majoritari, el FDP i els Verds es consideren clau, i és probable que es produeixi una coalició de tres partits amb CDU/CSU o SPD. Tant la CDU/CSU com l'SPD han descartat una cinquena gran coalició.
Per primer cop des del 1949 el partit de la minoria nacional danesa i frisona, l'Associació de Votants de Schlesvig Meridional (SSW), va obtenir representació al Bundestag, on no s'hi presentava des del 1961 malgrat tenir representació habitual a la cambra de l'estat federat de Slesvig-Holstein.

## Conseqüències
El Partit Socialdemòcrata d'Alemanya (SPD) es va posar al capdavant amb més del 25% dels vots, un augment de cinc punts respecte al 2017, i Olaf Scholz reivindicà públicament el paper de lider del proper govern federal mentre que el CDU/CSU, en segon lloc, van aconseguir el seu pitjor resultat des de 1949, causant la dimissió del seu líder Armin Laschet.
Amb el rebuig a una cinquena gran coalició tant per la CDU/CSU com pel SPD, el Partit Democràtic Lliure (FDP) i Aliança 90/Els Verds (GRÜNE) tenien la clau de la governabilitat. El 23 de novembre, després de complexes converses de coalició, SPD, FDP i Verds van formalitzar un acord per formar una coalició, i Olaf Scholz i el seu gabinet van ser elegits pel Bundestag el 8 de desembre.
Les irregularitats a Berlín van fer repetir les eleccions el febrer de 2023 (estatal) i febrer de 2024 (federal), que van causar que el FDP perdés un escó al Bundestag i 3 escons es traslladessin de Berlín a diferents estats.
Després de les eleccions federals alemanyes de 2021 es va iniciar un debat renovat sobre el sistema d'adjudicació d'escons avançats i d'anivellament vigent des de les eleccions de 2013, que elegia un Bundestag amb 736 membres, el parlament escollit lliurement més gran del món, i es va reformar el març de 2023 per fixar la mida dels futurs Bundestags en 630 membres.